# Federico Zambianchi
Federico Ariel Zambianchi (n. Buenos Aires, Argentina, 25 de noviembre de 1872 - f. Formosa, 26 de junio de 1948) fue un político, militar, 17° gobernador del entonces Territorio Nacional de Formosa de Argentina, entre los años 1935 y 1941.

## Biografía
Federico Zambianchi, nació en Buenos Aires, un 25 de noviembre del año 1872 fruto de la unión de Francisco Zambianchi (n. España, 1824 - Buenos Aires, ¿1887?) y su esposa, Giuseppe Morsaend (¿?, 1841 - Buenos Aires, 1893). En 1872 sus padres se trasladan a Buenos Aires, donde nace Federico, en 1872. Inicia sus estudios en el Colegio Militar de la Nación. Allí conoce a Agustín Justo, quien fue su director (luego presidente de la Nación). Fue ascendido a teniente coronel por Justo, quien luego lo envía como gobernador federal del entonces Territorio Nacional de Formosa, entre los años 1935 y 1941. A mediados de 1941, al aproximarse la finalización de su gobierno en el territorio se generó un movimiento de opinión a favor de la designación de un gobierno oriundo de Formosa y que contara con el consenso popular.
El 27 de julio de 1941, en Pozo del Tigre, se reunió una asamblea que contó con delegaciones de todo el Territorio y que eligió una terna de candidatos para proponerle al Gobierno nacional de la cual surgiría el gobernador.[cita requerida] Dicha estaba integrada por Flavio René Arias, Rolando de Hertenlendy y Roberto Bravo. El deseo popular era el nombramiento de un conocedor de los problemas del Territorio.
Pero en octubre de 1941 el presidente Ramón Castillo, nombró a Federico Ovejero como gobernador del Territorio. Ovejero era salteño, llegó acompañado de una numerosa comitiva de comprovincianos y no fue recibido por los formoseños. Su impopularidad se justificaba en la última demarcación interprovincial aprobada en octubre de 1940 por el Senado nacional, que determinaba el límite con Salta mediante la llamada Línea Barilari que achicaba el territorio formoseño en unos 1000 km. cuadrados.